# Liste du patrimoine immobilier classé de Liège/I
Cette page regroupe une partie (I) du patrimoine immobilier classé de la ville belge de Liège.
| Objet | Année de construction / Architecte | Adresse                                                                        | Section communale | Coordonnées                      | Numéro d’inventaire | Illustration                      |
| --- | ---------------------------------- | ------------------------------------------------------------------------------ | ----------------- | -------------------------------- | ------------------- | --------------------------------- |
| Immeuble (maison Mouton) - Façade à rue, toiture ainsi que la totalité de l'entrée du vestibule, cage d'escalier et, au rez-de-chaussée, la salle à manger, l'antichambre et la véranda, dans leur totalité                                                                                              |                                    | Boulevard d'Avroy, no 20                                                       | Avroy             | 50° 37′ 30″ nord, 5° 34′ 45″ est | 62063-CLT-0599-01   | Image manquanteTéléverser         |
| Immeuble - Façades et toitures |                                    | Rue Saint-Hubert, no 15                                                        | Saint-Laurent     | 50° 38′ 42″ nord, 5° 34′ 09″ est | 62063-CLT-0044-01   |                                   |
| Immeubles de la cour des Prébendiers |                                    | Rue d'Amercœur, no 58                                                          | Amercœur          | 50° 38′ 08″ nord, 5° 35′ 26″ est | 62063-CLT-0065-01   |                                   |
| Immeuble - Façades et toitures |                                    | Rue Henri de Louvain, no 1                                                     | Wandre            | 50° 40′ 10″ nord, 5° 39′ 40″ est | 62063-CLT-0105-01   | Image manquanteTéléverser         |
| Immeuble - Corps de logis, à l'exception de l'annexe |                                    | Rue Saint-Laurent, no 9                                                        | Saint-Laurent     | 50° 38′ 38″ nord, 5° 33′ 43″ est | 62063-CLT-0117-01   | Image manquanteTéléverser         |
| Immeuble Tart (ou hôtel Warzée) - Façades à rue et postérieure, toiture, salons du rez-de-chaussée, cage d'escalier centrale et décors muraux (M) et avant-cour à rue, la grille d'entrée, les murets, le jardin et les arbres (S)                                                                       |                                    | Place Saint-Jacques, no 16                                                     | Quartier latin    | 50° 38′ 14″ nord, 5° 34′ 10″ est | 62063-CLT-0118-01   |                                   |
| Immeuble - Façades et toitures, y compris la façade interne nord de l'annexe |                                    | Rue Fond Saint-Servais, no 16                                                  | Pierreuse         | 50° 38′ 49″ nord, 5° 34′ 11″ est | 62063-CLT-0141-01   |                                   |
| Immeuble de style Renaissance, vestige du Couvent des Sœurs-de-Hasques ou de Val-Sainte Anne |                                    | Rue Charles Magnette, no 5                                                     | Quartier latin    | 50° 38′ 27″ nord, 5° 34′ 27″ est | 62063-CLT-0015-01   |                                   |
| Immeuble - Façades et toitures de l'immeuble à l'exception des menuiseries extérieures du rez-de-chaussée et de la loggia d'angle |                                    | Rue Puits-en-Sock, no 1                                                        | Outremeuse        | 50° 38′ 29″ nord, 5° 34′ 56″ est | 62063-CLT-0163-01   |                                   |
| Immeuble Troisfontaines |                                    | La Batte, no 1                                                                 | Hors-Château      | 50° 38′ 43″ nord, 5° 34′ 46″ est | 62063-CLT-0217-01   |                                   |
| Immeuble Lohest |                                    | Rue Sainte-Croix, no 4                                                         |                   | 50° 38′ 45″ nord, 5° 34′ 13″ est | 62063-CLT-0236-01   |                                   |
| Immeuble du XVIe siècle, dénommé Vieille Ferme, dite de la Paix d'Angleur |                                    | Rue Ovide Decroly, no 59                                                       | Angleur           | 50° 36′ 41″ nord, 5° 35′ 46″ est | 62063-CLT-0238-01   |                                   |
| Immeuble - Certaines parties |                                    | Rue Agimont, no 24                                                             | Saint-Laurent     | 50° 38′ 46″ nord, 5° 34′ 01″ est | 62063-CLT-0316-01   |                                   |
| Immeuble - Façade à rue et toiture |                                    | Rue Souverain-Pont, no 24                                                      | Centre            | 50° 38′ 39″ nord, 5° 34′ 29″ est | 62063-CLT-0326-01   |                                   |
| Immeuble de la Société littéraire - Façade et toiture avant | 1787 Jacques-Barthélemy Renoz      | Place de la République française, no 5                                         | Centre            | 50° 38′ 38″ nord, 5° 34′ 20″ est | 62063-CLT-0327-01   | Immeuble de la Société littéraire |
| Immeuble de la Société littéraire - Les salons du 1er étage situés à front de façade, le vestiaire du hall y donnant accès ainsi que l'ensemble du volume de la cage d'escalier et du hall d'entrée | 1787 Jacques-Barthélemy Renoz      | Place de la République française, no 5                                         | Centre            | 50° 38′ 37″ nord, 5° 34′ 20″ est | 62063-CLT-0329-01   |                                   |
| Immeuble de la Société littéraire - Les décors des salons du 1er étage en façade | 1787 Jacques-Barthélemy Renoz      | Place de la République française, no 5                                         | Centre            | 50° 38′ 37″ nord, 5° 34′ 20″ est | 62063-PEX-0025-01   |                                   |
| Immeuble de la Société littéraire, sis place de la République française, no 5 - Pan arrière de la toiture | 1787 Jacques-Barthélemy Renoz      | Place de la République française, no 5                                         | Centre            | 50° 38′ 38″ nord, 5° 34′ 21″ est | 62063-CLT-0330-01   | Immeuble de la Société littéraire |
| Immeuble Aux Planteurs - Façades à rue et toitures |                                    | Rue Léopold, no 40                                                             | Centre            | 50° 38′ 39″ nord, 5° 34′ 37″ est | 62063-CLT-0341-01   |                                   |
| Immeubles nos 3, 5, 9, 11, 13, 15, 17, 19, 21, 6, 8, 10, 12, 14, 16, 18 et 20 rue Raikem (EA) et établissement d'une zone de protection (ZP) |                                    | Rue Raikem nos 3, 5, 9, 11, 13, 15, 17, 19, 21, 6, 8, 10, 12, 14, 16, 18 et 20 | Les Terrasses     | 50° 37′ 51″ nord, 5° 34′ 13″ est | 62063-CLT-0352-01   |                                   |
| Immeuble - Totalité de l'immeuble |                                    | Place Émile Dupont, no 9                                                       | Quartier latin    | 50° 38′ 11″ nord, 5° 34′ 16″ est | 62063-CLT-0387-01   |                                   |
| Immeuble - Totalité de l'immeuble |                                    | Place Émile Dupont, no 10                                                      | Quartier latin    | 50° 38′ 11″ nord, 5° 34′ 16″ est | 62063-CLT-0532-01   |                                   |
| Immeuble (hôtel de Woot de Tinlot)- Construction à front de rue et son annexe nord du XVIIIe siècle, à l'exclusion des deux ailes construites au XXe siècle) |                                    | Rue Bonne Fortune, no 13                                                       | Quartier latin    | 50° 38′ 23″ nord, 5° 34′ 19″ est | 62063-CLT-0414-01   |                                   |
| Immeubles - Les immeubles sis rue Delfosse, nos 9, 11 et 13, à savoir : - pour le no 9 : Façades, toitures et l'escalier du XVIIIe siècle; - pour le no 11 : façade avant et toiture; - pour le no 13 : Façades avant et arrière ainsi que la toiture. (M) Etablissement d'une zone de protection (ZP)   |                                    | Rue Delfosse, nos 9, 11 en 13                                                  | Hors-Château      | 50° 38′ 54″ nord, 5° 34′ 57″ est | 62063-CLT-0415-01   |                                   |
| Immeuble - Certaines parties de l'immeuble sis rue du Mont Saint-Martin, 21-23 à savoir : les Façades et toitures nord et sud, la fontaine dans la cour nord, les murs de soutènement des jardins en terrasses, la terrasse sud et ses arcades et les Façades et toitures de la maison canoniale, au sud |                                    | Mont Saint-Martin, nos 21-23                                                   | Saint-Laurent     | 50° 38′ 41″ nord, 5° 34′ 01″ est | 62063-CLT-0427-01   |                                   |
| Immeuble - Façade |                                    | Place du Marché, no 4                                                          | Centre            | 50° 38′ 44″ nord, 5° 34′ 33″ est | 62063-CLT-0431-01   | Immeuble                          |
| Immeuble - Façade |                                    | Place du Marché, no 6                                                          | Centre            | 50° 38′ 44″ nord, 5° 34′ 34″ est | 62063-CLT-0432-01   |                                   |
| Immeuble - Façade |                                    | Place du Marché, no 8                                                          | Centre            | 50° 38′ 44″ nord, 5° 34′ 34″ est | 62063-CLT-0433-01   |                                   |
| Immeuble - Façade |                                    | Place du Marché, no 10                                                         | Centre            | 50° 38′ 44″ nord, 5° 34′ 34″ est | 62063-CLT-0434-01   |                                   |
| Immeuble - Façade |                                    | Place du Marché, no 12                                                         | Centre            | 50° 38′ 44″ nord, 5° 34′ 34″ est | 62063-CLT-0435-01   | Immeuble                          |
| Immeuble - Façade |                                    | Place du Marché, no 14                                                         | Centre            | 50° 38′ 44″ nord, 5° 34′ 34″ est | 62063-CLT-0436-01   | Immeuble                          |
| Immeuble - Façade |                                    | Place du Marché, no 16                                                         | Centre            | 50° 38′ 44″ nord, 5° 34′ 35″ est | 62063-CLT-0437-01   | Immeuble                          |
| Immeuble - Façade |                                    | Place du Marché, no 18                                                         | Centre            | 50° 38′ 44″ nord, 5° 34′ 35″ est | 62063-CLT-0438-01   |                                   |
| Immeuble - Façade |                                    | Place du Marché, no 20                                                         | Centre            | 50° 38′ 44″ nord, 5° 34′ 35″ est | 62063-CLT-0439-01   |                                   |
| Immeuble - Façade |                                    | Place du Marché, no 22                                                         | Centre            | 50° 38′ 44″ nord, 5° 34′ 36″ est | 62063-CLT-0440-01   |                                   |
| Immeuble - Façade |                                    | Place du Marché, no 24                                                         | Centre            | 50° 38′ 45″ nord, 5° 34′ 36″ est | 62063-CLT-0441-01   |                                   |
| Immeuble - Façade |                                    | Place du Marché, no 26                                                         | Centre            | 50° 38′ 45″ nord, 5° 34′ 36″ est | 62063-CLT-0442-01   |                                   |
| Immeuble - Façade |                                    | Place du Marché, no 28                                                         | Centre            | 50° 38′ 45″ nord, 5° 34′ 36″ est | 62063-CLT-0443-01   |                                   |
| Immeuble - Façade |                                    | Place du Marché, no 30                                                         | Centre            | 50° 38′ 45″ nord, 5° 34′ 36″ est | 62063-CLT-0444-01   |                                   |
| Immeuble - Façade |                                    | Place du Marché, no 32                                                         | Centre            | 50° 38′ 45″ nord, 5° 34′ 36″ est | 62063-CLT-0445-01   |                                   |
| Immeuble - Façade |                                    | Place du Marché, no 34                                                         | Centre            | 50° 38′ 45″ nord, 5° 34′ 37″ est | 62063-CLT-0446-01   |                                   |
| Immeuble - Façade |                                    | Place du Marché, no 5                                                          | Centre            | 50° 38′ 45″ nord, 5° 34′ 31″ est | 62063-CLT-0447-01   |                                   |
| Immeuble - Façade |                                    | Place du Marché, no 7                                                          | Centre            | 50° 38′ 45″ nord, 5° 34′ 31″ est | 62063-CLT-0448-01   |                                   |
| Immeuble - Façade |                                    | Place du Marché, no 9                                                          | Centre            | 50° 38′ 45″ nord, 5° 34′ 32″ est | 62063-CLT-0449-01   |                                   |
| Immeuble - Façade |                                    | Place du Marché, no 11                                                         | Centre            | 50° 38′ 45″ nord, 5° 34′ 32″ est | 62063-CLT-0450-01   |                                   |
| Immeuble - Façade |                                    | Place du Marché, no 13                                                         | Centre            | 50° 38′ 45″ nord, 5° 34′ 32″ est | 62063-CLT-0451-01   |                                   |
| Immeuble - Façade |                                    | Place du Marché, no 15                                                         | Centre            | 50° 38′ 45″ nord, 5° 34′ 32″ est | 62063-CLT-0452-01   |                                   |
| Immeuble - Façade |                                    | Place du Marché, no 17                                                         | Centre            | 50° 38′ 45″ nord, 5° 34′ 32″ est | 62063-CLT-0453-01   |                                   |
| Immeuble - Façade |                                    | Place du Marché, no 19                                                         | Centre            | 50° 38′ 45″ nord, 5° 34′ 32″ est | 62063-CLT-0454-01   |                                   |
| Immeuble - Façade |                                    | Place du Marché, no 21                                                         | Centre            | 50° 38′ 45″ nord, 5° 34′ 33″ est | 62063-CLT-0455-01   |                                   |
| Immeuble - Façade |                                    | Place du Marché, no 23                                                         | Centre            | 50° 38′ 45″ nord, 5° 34′ 33″ est | 62063-CLT-0456-01   |                                   |
| Immeuble - Façade |                                    | Place du Marché, no 25                                                         | Centre            | 50° 38′ 45″ nord, 5° 34′ 33″ est | 62063-CLT-0457-01   |                                   |
| Immeuble - Façade |                                    | Place du Marché, no 27                                                         | Centre            | 50° 38′ 45″ nord, 5° 34′ 33″ est | 62063-CLT-0458-01   |                                   |
| Immeuble - Façade |                                    | Place du Marché, no 29                                                         | Centre            | 50° 38′ 45″ nord, 5° 34′ 33″ est | 62063-CLT-0459-01   |                                   |
| Immeuble - Façade |                                    | Place du Marché, no 31                                                         | Centre            | 50° 38′ 45″ nord, 5° 34′ 34″ est | 62063-CLT-0460-01   |                                   |
| Immeuble - Façade |                                    | Place du Marché, no 33                                                         | Centre            | 50° 38′ 45″ nord, 5° 34′ 34″ est | 62063-CLT-0461-01   |                                   |
| Immeuble - Façade |                                    | Place du Marché, no 35                                                         | Centre            | 50° 38′ 45″ nord, 5° 34′ 34″ est | 62063-CLT-0462-01   |                                   |
| Immeuble - Façade |                                    | Place du Marché, no 37                                                         | Centre            | 50° 38′ 45″ nord, 5° 34′ 35″ est | 62063-CLT-0463-01   |                                   |
| Immeuble - Façade |                                    | Place du Marché, no 39                                                         | Centre            | 50° 38′ 45″ nord, 5° 34′ 35″ est | 62063-CLT-0464-01   |                                   |
| Immeuble - Façade |                                    | Place du Marché, no 41                                                         | Centre            | 50° 38′ 45″ nord, 5° 34′ 35″ est | 62063-CLT-0465-01   |                                   |
| Immeuble - Façade |                                    | Place du Marché, no 43                                                         | Centre            | 50° 38′ 45″ nord, 5° 34′ 35″ est | 62063-CLT-0466-01   |                                   |
| Immeuble - Façade |                                    | Place du Marché, no 45                                                         | Centre            | 50° 38′ 45″ nord, 5° 34′ 35″ est | 62063-CLT-0467-01   |                                   |
| Immeubles - Façade |                                    | Place du Marché, nos 47-49                                                     | Centre            | 50° 38′ 46″ nord, 5° 34′ 36″ est | 62063-CLT-0468-01   |                                   |
| Immeuble - Le classement de la façade étendu à celles situées du côté de la rue de la Violette et de la Grande Tour, ainsi qu'aux toitures les surplombant |                                    | Rue de Bex, no 1                                                               | Centre            | 50° 38′ 43″ nord, 5° 34′ 31″ est | 62063-CLT-0028-01   | Immeuble                          |
| Immeuble - Façade |                                    | Rue de Bex, no 1                                                               | Centre            | 50° 38′ 43″ nord, 5° 34′ 31″ est | 62063-CLT-0469-01   | Immeuble                          |
| Immeuble - Façade |                                    | Rue de Bex, no 3                                                               | Centre            | 50° 38′ 43″ nord, 5° 34′ 31″ est | 62063-CLT-0470-01   | Immeuble                          |
| Immeuble - Façade |                                    | Rue de Bex, no 5                                                               | Centre            | 50° 38′ 43″ nord, 5° 34′ 30″ est | 62063-CLT-0471-01   | Immeuble                          |
| Immeuble - Façade |                                    | Rue de Bex, no 7                                                               | Centre            | 50° 38′ 43″ nord, 5° 34′ 30″ est | 62063-CLT-0472-01   | Immeuble                          |
| Immeuble - Façade |                                    | Rue de Bex, no 9                                                               | Centre            | 50° 38′ 43″ nord, 5° 34′ 30″ est | 62063-CLT-0473-01   | Immeuble                          |
| Immeuble - Façade |                                    | Rue de Bex, no 11                                                              | Centre            | 50° 38′ 43″ nord, 5° 34′ 30″ est | 62063-CLT-0474-01   | Immeuble                          |
| Immeuble - Façade |                                    | Rue de Bex, no 13                                                              | Centre            | 50° 38′ 43″ nord, 5° 34′ 29″ est | 62063-CLT-0475-01   | Immeuble                          |
| Immeuble - Façade |                                    | Rue de Bex, no 15                                                              | Centre            | 50° 38′ 43″ nord, 5° 34′ 29″ est | 62063-CLT-0476-01   | Immeuble                          |
| Immeuble - Façade |                                    | Rue des Mineurs, no 2                                                          | Hors-Château      | 50° 38′ 46″ nord, 5° 34′ 37″ est | 62063-CLT-0477-01   |                                   |
| Immeuble - Façade |                                    | Rue des Mineurs, no 4                                                          | Hors-Château      | 50° 38′ 46″ nord, 5° 34′ 37″ est | 62063-CLT-0478-01   |                                   |
| Immeuble - Façade |                                    | Rue des Mineurs, no 6                                                          | Hors-Château      | 50° 38′ 46″ nord, 5° 34′ 37″ est | 62063-CLT-0479-01   |                                   |
| Immeuble - Façade |                                    | Féronstrée, no 1                                                               | Hors-Château      | 50° 38′ 45″ nord, 5° 34′ 37″ est | 62063-CLT-0480-01   |                                   |
| Immeuble - Façade |                                    | Féronstrée, no 2                                                               | Hors-Château      | 50° 38′ 45″ nord, 5° 34′ 38″ est | 62063-CLT-0481-01   |                                   |
| Immeuble - Façade et toiture |                                    | Rue du Palais, no 3                                                            | Pierreuse         | 50° 38′ 47″ nord, 5° 34′ 34″ est | 62063-CLT-0313-01   |                                   |
| Immeuble - Façade et toiture |                                    | Rue du Palais, no 58                                                           | Pierreuse         | 50° 38′ 48″ nord, 5° 34′ 27″ est | 62063-CLT-0295-01   |                                   |
| Immeuble - Façade et toiture |                                    | Rue du Palais, no 60                                                           | Pierreuse         | 50° 38′ 49″ nord, 5° 34′ 28″ est | 62063-CLT-0526-01   |                                   |
| Immeuble - Façade et toiture |                                    | Rue du Palais, no 62                                                           | Pierreuse         | 50° 38′ 48″ nord, 5° 34′ 27″ est | 62063-CLT-0527-01   |                                   |
| Immeuble - Façade et toiture |                                    | Rue du Palais, no 64                                                           | Pierreuse         | 50° 38′ 48″ nord, 5° 34′ 27″ est | 62063-CLT-0528-01   |                                   |
| Immeuble - Façade |                                    | Rue Hors-Château, no 7                                                         | Hors-Château      | 50° 38′ 53″ nord, 5° 34′ 55″ est | 62063-CLT-0408-01   |                                   |
| Immeuble - Façade |                                    | Rue Hors-Château, no 9                                                         | Hors-Château      | 50° 38′ 49″ nord, 5° 34′ 40″ est | 62063-CLT-0533-01   |                                   |
| Immeuble - Façade |                                    | Rue Hors-Château, no 11                                                        | Hors-Château      | 50° 38′ 49″ nord, 5° 34′ 40″ est | 62063-CLT-0534-01   |                                   |
| Immeuble (Hôtel de Loets de Trixhe)- Façade |                                    | Rue Hors-Château, no 29                                                        | Hors-Château      | 50° 38′ 51″ nord, 5° 34′ 46″ est | 62063-CLT-0536-01   |                                   |
| Immeuble - Façade |                                    | Rue Hors-Château, no 33                                                        | Hors-Château      | 50° 38′ 51″ nord, 5° 34′ 47″ est | 62063-CLT-0537-01   |                                   |
| Immeuble - Façade |                                    | Rue Hors-Château, no 37                                                        | Hors-Château      | 50° 38′ 51″ nord, 5° 34′ 48″ est | 62063-CLT-0538-01   |                                   |
| Immeuble - Façade |                                    | Rue Hors-Château, no 39                                                        | Hors-Château      | 50° 38′ 51″ nord, 5° 34′ 48″ est | 62063-CLT-0539-01   |                                   |
| Immeuble - Façade |                                    | Rue Hors-Château, no 41                                                        | Hors-Château      | 50° 38′ 51″ nord, 5° 34′ 49″ est | 62063-CLT-0540-01   |                                   |
| Immeuble - Façade |                                    | Rue Hors-Château, no 43                                                        | Hors-Château      | 50° 38′ 52″ nord, 5° 34′ 49″ est | 62063-CLT-0541-01   |                                   |
| Immeuble (Maison À l'Ange d'or)- Façade |                                    | Rue Hors-Château, no 45                                                        | Hors-Château      | 50° 38′ 52″ nord, 5° 34′ 49″ est | 62063-CLT-0542-01   |                                   |
| Immeuble - Façade |                                    | Rue Hors-Château, no 47                                                        | Hors-Château      | 50° 38′ 52″ nord, 5° 34′ 49″ est | 62063-CLT-0543-01   |                                   |
| Immeuble - Façade |                                    | Rue Hors-Château, no 51                                                        | Hors-Château      | 50° 38′ 52″ nord, 5° 34′ 51″ est | 62063-CLT-0544-01   |                                   |
| Immeuble - Façade |                                    | Rue Hors-Château, no 53                                                        | Hors-Château      | 50° 38′ 52″ nord, 5° 34′ 51″ est | 62063-CLT-0545-01   |                                   |
| Immeuble - Façade |                                    | Rue Hors-Château, no 55                                                        | Hors-Château      | 50° 38′ 52″ nord, 5° 34′ 52″ est | 62063-CLT-0546-01   |                                   |
| Immeuble - Façade |                                    | Rue Hors-Château, no 57                                                        | Hors-Château      | 50° 38′ 52″ nord, 5° 34′ 52″ est | 62063-CLT-0547-01   |                                   |
| Immeuble - Façade |                                    | Rue Hors-Château, no 59                                                        | Hors-Château      | 50° 38′ 53″ nord, 5° 34′ 52″ est | 62063-CLT-0548-01   |                                   |
| Immeuble - Façade |                                    | Rue Hors-Château, no 61                                                        | Hors-Château      | 50° 38′ 53″ nord, 5° 34′ 53″ est | 62063-CLT-0549-01   |                                   |
| Immeuble - Façade |                                    | Rue Hors-Château, no 63                                                        | Hors-Château      | 50° 38′ 53″ nord, 5° 34′ 53″ est | 62063-CLT-0550-01   |                                   |
| Immeuble - Façade |                                    | Rue Hors-Château, no 65                                                        | Hors-Château      | 50° 38′ 53″ nord, 5° 34′ 53″ est | 62063-CLT-0551-01   |                                   |
| Immeuble - Façade |                                    | Rue Hors-Château, no 67                                                        | Hors-Château      | 50° 38′ 53″ nord, 5° 34′ 54″ est | 62063-CLT-0552-01   |                                   |
| Immeuble - Façade |                                    | Rue Hors-Château, no 73                                                        | Hors-Château      | 50° 38′ 53″ nord, 5° 34′ 54″ est | 62063-CLT-0553-01   |                                   |
| Immeuble - Façade |                                    | Rue Hors-Château, no 75                                                        | Hors-Château      | 50° 38′ 53″ nord, 5° 34′ 55″ est | 62063-CLT-0554-01   |                                   |
| Immeuble - Façade |                                    | Rue Hors-Château, no 77                                                        | Hors-Château      | 50° 38′ 54″ nord, 5° 34′ 55″ est | 62063-CLT-0555-01   |                                   |
| Immeuble - Façade |                                    | Rue Hors-Château, no 16                                                        | Hors-Château      | 50° 38′ 48″ nord, 5° 34′ 37″ est | 62063-CLT-0556-01   |                                   |
| Immeuble - Façade |                                    | Rue Hors-Château, no 18                                                        | Hors-Château      | 50° 38′ 48″ nord, 5° 34′ 37″ est | 62063-CLT-0557-01   |                                   |
| Immeuble - Façade |                                    | Rue Hors-Château, no 20                                                        | Hors-Château      | 50° 38′ 48″ nord, 5° 34′ 37″ est | 62063-CLT-0558-01   |                                   |
| Immeuble - Façade |                                    | Rue Hors-Château, no 22                                                        | Hors-Château      | 50° 38′ 48″ nord, 5° 34′ 37″ est | 62063-CLT-0559-01   |                                   |
| Immeuble - Façade |                                    | Rue Hors-Château, no 28                                                        | Hors-Château      | 50° 38′ 48″ nord, 5° 34′ 38″ est | 62063-CLT-0560-01   |                                   |
| Immeuble - Façade |                                    | Rue Hors-Château, no 30                                                        | Hors-Château      | 50° 38′ 48″ nord, 5° 34′ 39″ est | 62063-CLT-0561-01   |                                   |
| Immeuble - Façade |                                    | Rue Hors-Château, no 32                                                        | Hors-Château      | 50° 38′ 48″ nord, 5° 34′ 39″ est | 62063-CLT-0562-01   |                                   |
| Immeuble - Façade |                                    | Rue Hors-Château, no 34                                                        | Hors-Château      | 50° 38′ 48″ nord, 5° 34′ 39″ est | 62063-CLT-0563-01   |                                   |
| Immeuble - Façade |                                    | Rue Hors-Château, no 36                                                        | Hors-Château      | 50° 38′ 48″ nord, 5° 34′ 39″ est | 62063-CLT-0564-01   |                                   |
| Immeuble - Façade |                                    | Rue Hors-Château, no 38                                                        | Hors-Château      | 50° 38′ 49″ nord, 5° 34′ 40″ est | 62063-CLT-0565-01   |                                   |
| Immeuble (Hôtel de la Cour de Londres)- Façade |                                    | Rue Hors-Château, no 40                                                        | Hors-Château      | 50° 38′ 49″ nord, 5° 34′ 40″ est | 62063-CLT-0566-01   |                                   |
| Immeuble - Façade |                                    | Rue Hors-Château, no 44                                                        | Hors-Château      | 50° 38′ 49″ nord, 5° 34′ 41″ est | 62063-CLT-0567-01   |                                   |
| Immeuble - Façade |                                    | Rue Hors-Château, no 46                                                        | Hors-Château      | 50° 38′ 49″ nord, 5° 34′ 41″ est | 62063-CLT-0568-01   |                                   |
| Immeuble - Façade |                                    | Rue Hors-Château, no 48                                                        | Hors-Château      | 50° 38′ 49″ nord, 5° 34′ 42″ est | 62063-CLT-0569-01   |                                   |
| Immeuble - Façade |                                    | Rue Hors-Château, no 54                                                        | Hors-Château      | 50° 38′ 49″ nord, 5° 34′ 43″ est | 62063-CLT-0570-01   |                                   |
| Immeuble - Façade |                                    | Rue Hors-Château, no 58                                                        | Hors-Château      | 50° 38′ 50″ nord, 5° 34′ 45″ est | 62063-CLT-0571-01   |                                   |
| Immeuble - Façade |                                    | Rue Hors-Château, no 60                                                        | Hors-Château      | 50° 38′ 50″ nord, 5° 34′ 45″ est | 62063-CLT-0572-01   |                                   |
| Immeuble - Façade |                                    | Rue Hors-Château, no 62                                                        | Hors-Château      | 50° 38′ 50″ nord, 5° 34′ 46″ est | 62063-CLT-0573-01   |                                   |
| Immeuble - Façade |                                    | Rue Hors-Château, no 64                                                        | Hors-Château      | 50° 38′ 50″ nord, 5° 34′ 46″ est | 62063-CLT-0574-01   |                                   |
| Immeuble - Façade |                                    | Rue Hors-Château, no 66                                                        | Hors-Château      | 50° 38′ 50″ nord, 5° 34′ 46″ est | 62063-CLT-0575-01   |                                   |
| Immeuble - Façade |                                    | Rue Hors-Château, no 68                                                        | Hors-Château      | 50° 38′ 50″ nord, 5° 34′ 46″ est | 62063-CLT-0576-01   |                                   |
| Immeuble - Façade |                                    | Rue Hors-Château, no 70                                                        | Hors-Château      | 50° 38′ 50″ nord, 5° 34′ 47″ est | 62063-CLT-0577-01   |                                   |
| Immeuble - Façade |                                    | Rue Hors-Château, no 72                                                        | Hors-Château      | 50° 38′ 50″ nord, 5° 34′ 47″ est | 62063-CLT-0578-01   |                                   |
| Immeuble - Façade |                                    | Rue Hors-Château, no 86                                                        | Hors-Château      | 50° 38′ 51″ nord, 5° 34′ 48″ est | 62063-CLT-0579-01   |                                   |
| Immeuble - Façade |                                    | Rue Hors-Château, no 88                                                        | Hors-Château      | 50° 38′ 51″ nord, 5° 34′ 49″ est | 62063-CLT-0580-01   |                                   |
| Immeuble - Façade |                                    | Rue Hors-Château, no 90                                                        | Hors-Château      | 50° 38′ 51″ nord, 5° 34′ 49″ est | 62063-CLT-0581-01   |                                   |
| Immeuble - Façade |                                    | Rue Hors-Château, no 92                                                        | Hors-Château      | 50° 38′ 51″ nord, 5° 34′ 49″ est | 62063-CLT-0582-01   |                                   |
| Immeuble - Façade |                                    | Rue Hors-Château, no 94                                                        | Hors-Château      | 50° 38′ 51″ nord, 5° 34′ 49″ est | 62063-CLT-0583-01   |                                   |
| Immeuble - Façade |                                    | Rue Hors-Château, no 96                                                        | Hors-Château      | 50° 38′ 51″ nord, 5° 34′ 49″ est | 62063-CLT-0584-01   |                                   |
| Immeuble - Façade |                                    | Rue Hors-Château, no 98                                                        | Hors-Château      | 50° 38′ 51″ nord, 5° 34′ 50″ est | 62063-CLT-0585-01   |                                   |
| Immeuble - Façade |                                    | Rue Hors-Château, no 104                                                       | Hors-Château      | 50° 38′ 51″ nord, 5° 34′ 50″ est | 62063-CLT-0586-01   |                                   |
| Immeuble - Façade |                                    | Rue Hors-Château, no 106                                                       | Hors-Château      | 50° 38′ 51″ nord, 5° 34′ 51″ est | 62063-CLT-0587-01   |                                   |
| Immeuble - Façade |                                    | Rue Hors-Château, no 108                                                       | Hors-Château      | 50° 38′ 52″ nord, 5° 34′ 51″ est | 62063-CLT-0588-01   |                                   |
| Immeuble - Façade |                                    | Rue Hors-Château, no 112                                                       | Hors-Château      | 50° 38′ 52″ nord, 5° 34′ 52″ est | 62063-CLT-0589-01   |                                   |
| Immeuble - Façade |                                    | Rue Hors-Château, no 114                                                       | Hors-Château      | 50° 38′ 52″ nord, 5° 34′ 52″ est | 62063-CLT-0590-01   |                                   |
| Immeuble - Façade |                                    | Rue Hors-Château, no 116                                                       | Hors-Château      | 50° 38′ 52″ nord, 5° 34′ 52″ est | 62063-CLT-0591-01   |                                   |
| Immeuble - Façade |                                    | Rue Hors-Château, no 118                                                       | Hors-Château      | 50° 38′ 52″ nord, 5° 34′ 52″ est | 62063-CLT-0592-01   |                                   |
| Immeuble - Façade |                                    | Rue Hors-Château, no 120                                                       | Hors-Château      | 50° 38′ 52″ nord, 5° 34′ 52″ est | 62063-CLT-0593-01   |                                   |
| Immeuble - Façade |                                    | Rue Hors-Château, no 128                                                       | Hors-Château      | 50° 38′ 52″ nord, 5° 34′ 54″ est | 62063-CLT-0594-01   |                                   |
| Immeuble - Façade |                                    | Rue Hors-Château, no 130                                                       | Hors-Château      | 50° 38′ 53″ nord, 5° 34′ 54″ est | 62063-CLT-0595-01   |                                   |
| Immeuble - Façade |                                    | Rue Hors-Château, no 132                                                       | Hors-Château      | 50° 38′ 53″ nord, 5° 34′ 55″ est | 62063-CLT-0596-01   |                                   |
| Immeuble de l'Association des Ingénieurs de Montefiore - Façades avant et latérale, salon du 1er étage et grille d'entrée de l'immeuble de l'Association des Ingénieurs de Montefiore |                                    | Rue Saint-Gilles, no 31                                                        | Saint-Gilles      | 50° 38′ 22″ nord, 5° 34′ 02″ est | 62063-CLT-0138-01   |                                   |
| Immeuble - La totalité des toitures de l'ancien siège de l'association des Ingénieurs électriciens issus de l'Institut Montefiore, sis rue Saint-Gilles, no 31 à Liège |                                    | Rue Saint-Gilles, no 31                                                        | Saint-Gilles      | 50° 38′ 22″ nord, 5° 34′ 02″ est | 62063-CLT-0597-01   |                                   |
| Institut électrotechnique Montefiore - Façade et toiture du bâtiment principal, grand auditoire et retour (pignon latéral) vers le no 31 de l'Institut électrotechnique Montefiore |                                    | Rue Saint-Gilles, no 33                                                        | Saint-Gilles      | 50° 38′ 20″ nord, 5° 34′ 02″ est | 62063-CLT-0132-01   |                                   |